# San Luis Potosí Open 2023
Il San Luis Potosí Open 2023 è stato un torneo di tennis professionistico maschile e femminile giocato sui campi in terra rossa del Club Deportivo Potosino di San Luis Potosí, in Messico. È stata la 35ª edizione del torneo maschile, facente parte della categoria Challenger 75 nell'ambito dell'ATP Challenger Tour 2023, con un montepremi di 80 000 $. È stata invece la 1ª edizione del torneo femminile, che fa parte della categoria WTA 125 con un montepremi di 115 000 $. Il torneo maschile si è giocato dal 3 al 9 aprile 2023 mentre quello femminile si è giocato sugli stessi campi dal 27 marzo al 2 aprile 2023.

## Partecipanti ATP singolare

### Teste di serie
| Nazionalità     | Giocatore                  | Ranking* | Testa di serie |
| --------------- | -------------------------- | -------- | -------------- |
| Australia       | James Duckworth            | 112      | 1              |
| Svizzera        | Antoine Bellier            | 175      | 2              |
| Cile            | Marcelo Tomás Barrios Vera | 183      | 3              |
| Argentina       | Renzo Olivo                | 196      | 4              |
| Argentina       | Facundo Mena               | 204      | 5              |
| Giappone        | Rio Noguchi                | 205      | 6              |
| Argentina       | Juan Pablo Ficovich        | 209      | 7              |
| Rep. Dominicana | Nick Hardt                 | 217      | 8              |

* Ranking al 20 marzo 2023.

### Altri partecipanti
I seguenti giocatori hanno ricevuto una wild card per il tabellone principale:
- Rodrigo Pacheco Méndez
- Lucas Pouille
- Bernard Tomic

I seguenti giocatori sono passati dalle qualificazioni:
- Nick Chappell
- Patrick Kypson
- Benjamin Lock
- Giovanni Mpetshi Perricard
- Rubin Statham
- Denis Yevseyev

Il seguente giocatore è entrato in tabellone come lucky loser:
- Alexis Galarneau

## Partecipanti WTA singolare

### Teste di serie
| Nazionalità | Giocatore              | Ranking* | Testa di serie |
| ----------- | ---------------------- | -------- | -------------- |
| Italia      | Elisabetta Cocciaretto | 49       | 1              |
| Germania    | Tatjana Maria          | 65       | 2              |
| Ungheria    | Dalma Gálfi            | 79       | 3              |
| Ucraina     | Kateryna Baindl        | 84       | 4              |
|             | Kamilla Rachimova      | 92       | 5              |
| Austria     | Julia Grabher          | 94       | 6              |
| Italia      | Sara Errani            | 99       | 7              |
| Brasile     | Laura Pigossi          | 102      | 8              |

* Ranking al 20 marzo 2023.

### Altre partecipanti
Le seguenti giocatrici hanno ricevuto una wild-card per il tabellone principale:
- Emiliana Arango
- Elisabetta Cocciaretto
- Maria Fernanda Navarro Oliva
- Ana Sofía Sánchez
- Renata Zarazúa

Le seguenti giocatrici sono passate dalle qualificazioni:
- Hailey Baptiste
- Andrea Gámiz
- Whitney Osuigwe
- Conny Perrin

### Ritiri
- Alizé Cornet → sostituita da  Elina Avanesjan
- Jaqueline Cristian → sostituita da  Carol Zhao
- Magdalena Fręch → sostituita da  Raluca Șerban
- Anna-Lena Friedsam → sostituita da  Katrina Scott
- Viktorija Golubic → sostituita da  Aliona Bolsova
- Tereza Martincová → sostituita da  Despoina Papamichaīl
- Rebecca Peterson → sostituita da  Kaja Juvan
- Lucrezia Stefanini → sostituita da  Fernanda Contreras Gómez
- Panna Udvardy → sostituita da  Paula Ormaechea

## Partecipanti WTA doppio

### Teste di serie
| Nazionalità | Giocatore         | Nazionalità | Giocatore          | Ranking* | Testa di serie |
| ----------- | ----------------- | ----------- | ------------------ | -------- | -------------- |
| Regno Unito | Alicia Barnett    | Regno Unito | Olivia Nicholls    | 136      | 1              |
| Georgia     | Natela Dzalamidze |             | Kamilla Rachimova  | 153      | 2              |
| Stati Uniti | Kaitlyn Christian | Stati Uniti | Sabrina Santamaria | 168      | 3              |
| Spagna      | Aliona Bolsova    | Venezuela   | Andrea Gámiz       | 171      | 4              |

* Ranking del 20 marzo 2023.

### Altri partecipanti
La seguente coppia ha ricevuto una wild card per il tabellone principale:
- Paula Ormaechea /  Ana Sofía Sánchez

## Campioni

### Singolare maschile
Marcelo Tomás Barrios Vera ha sconfitto in finale  Dominik Koepfer con il punteggio di 7–6(6), 7–5.

### Singolare femminile
Elisabetta Cocciaretto ha sconfitto in finale  Sara Errani con il punteggio di 5–7, 6–4, 7–5.

### Doppio maschile
Colin Sinclair /  Adam Walton hanno sconfitto in finale  Benjamin Lock /  Rubin Statham con il punteggio di 5–7, 6–3, [10–5].

### Doppio femminile
Aliona Bolsova /  Andrea Gámiz hanno sconfitto in finale  Oksana Kalašnikova /  Katarzyna Piter con il punteggio di 7–6(5), 6–4.